# Maybach HL230
Maybach HL230 – chłodzony wodą, 23-litrowy, silnik benzynowy w układzie V12 skonstruowany przez niemiecką firmę Maybach.

## Budowa
Blok silnika zbudowano z żeliwa szarego, a głowicę z żeliwa. Waga silnika wynosiła 1200 kg, a cała jednostka  miała wymiary 1000×1190×1310 mm. Zasilany był przez 4 dwugardzielowe gaźniki firmy SOLEX typu 52JFF. Moc silnika wynosiła 700 KM.

## Historia
W sumie wyprodukowano około 9000 silników HL230 przez firmy Maybach, Auto Union oraz Daimler-Benz. Używany w trakcie II wojny światowej w niemieckich czołgach i pojazdach pancernych, takich jak Panzerkampfwagen V Panther, Jagdpanther, Tiger II, Jagdtiger oraz w późniejszych wersjach pojazdów Panzerkampfwagen VI Tiger i Sturmtiger.
Silnik był rozwojową wersją mniejszej jednostki HL210 o pojemności 21 litrów zbudowanej w dużej części z aluminium. Silnik HL210 był użyty w pierwszych 250 czołgach Tiger.